# Scytodes panamensis
Scytodes panamensis is een spinnensoort in de taxonomische indeling van de lijmspuiters (Scytodidae).
Het dier behoort tot het geslacht Scytodes. De wetenschappelijke naam van de soort werd voor het eerst geldig gepubliceerd in 2001 door Antonio D. Brescovit & Rheims.